# Liste der Kulturdenkmäler in Niederfischbach
In der Liste der Kulturdenkmäler in Niederfischbach sind alle Kulturdenkmäler der rheinland-pfälzischen Ortsgemeinde Niederfischbach aufgelistet. Grundlage ist die Denkmalliste des Landes Rheinland-Pfalz (Stand 4. Mai 2023).

## Denkmalzonen
| Bezeichnung                      | Lage                                       | Baujahr | Beschreibung | Bild            |
| -------------------------------- | ------------------------------------------ | ------- | --- | --------------- |
| Denkmalzone Gutssitz Junkernthal | südwestlich des Ortes (Junkernthal 4) Lage | 1743    | östlich der ehemaligen Bahnlinie gelegener Teil des Gutssitzes: Torhaus, bezeichnet 1743, und ehemaliges Brauhaus, beide mit Fachwerkobergeschoss und Mansarddach; barockes Taubenhaus; siehe auch Kirchen (Sieg) | Fotos hochladen |

## Einzeldenkmäler
| Bezeichnung                                         | Lage                                             | Baujahr                            | Beschreibung | Bild                                    |
| --------------------------------------------------- | ------------------------------------------------ | ---------------------------------- | --- | --------------------------------------- |
| Katholische Pfarrkirche St. Mauritius und Gefährten | Am Friedhof Lage                                 | 1896–98                            | stattliche neuspätromanische Säulenbasilika, qualitätvolle Bauskulptur, 1896–98, Architekt A. H. Ritzefeld, Bonn-Beuel | weitere Bilder Fotos hochladen          |
| Wohnhaus                                            | Kirchhofstraße 2 Lage                            | 18. Jahrhundert                    | Fachwerkhaus, teilweise verschiefert, 18. Jahrhundert                                                                  | BW                                      |
| Evangelische Kirche                                 | Konrad-Adenauer-Straße Lage                      | 1820/21                            | Saalbau, 1820/21, romanischer Turm                                                                                     | Fotos hochladen                         |
| Wohnhaus                                            | Konrad-Adenauer-Straße 140 Lage                  | 1777                               | traufständiges Wohnhaus, Fachwerk, teilweise verschiefert, bezeichnet 1777                                             | BW                                      |
| Wohnhaus                                            | Mühlenstraße 6 Lage                              | zweite Hälfte des 18. Jahrhunderts | Fachwerkhaus, verschiefert, wohl aus der zweiten Hälfte des 18. Jahrhunderts                                           | BW                                      |
| Wohnhaus                                            | Mühlenstraße 10 Lage                             | 1777                               | Fachwerkhaus, teilweise verkleidet, bezeichnet 1777                                                                    | BW                                      |
| Wohnhaus                                            | Mühlenstraße 11/13 Lage                          | 18. Jahrhundert                    | Fachwerkhaus, verkleidet, wohl aus dem 18. Jahrhundert                                                                 | BW                                      |
| Wohnhaus                                            | Schlesingstraße 1 Lage                           | 18. Jahrhundert                    | Fachwerkhaus, teilweise verschiefert, 18. Jahrhundert                                                                  | BW                                      |
| Mehlbergerhof                                       | südlich des Ortes am Mehlberg Lage               |                                    | zweigeschossiges Wohnhaus, teilweise Fachwerk                                                                          | BW                                      |
| Soldatengrab                                        | südöstlich des Ortes nahe der Gemarkungsgrenze   |                                    | Soldatengrab | Direkt Bild zu diesem Denkmal hochladen |
| Schulhaus                                           | Fischbacherhütte, Konrad-Adenauer-Straße 36 Lage | 1881                               | ehemalige Schule; Backsteinbau, bezeichnet 1881                                                                        | BW                                      |
| Wohnhaus                                            | Fischbacherhütte, Konrad-Adenauer-Straße 37 Lage | Anfang des 19. Jahrhunderts        | klassizistischer Krüppelwalmdachbau, Fachwerk verputzt, Anfang des 19. Jahrhunderts                                    | BW                                      |